# 揚·森馬
揚·森馬（德語：Jean Zimmer；1993年12月6日—）是一位德國足球運動員，在場上的位置是右後衛。現效力於德乙球隊凯泽斯劳滕。